# Refleksija
Refleksija (kasnolat. reflexio: odbijanje) ili refleksija valova (odbijanje valova), u fizici, je odbijanje ravnih valova na graničnoj površini dvaju sredstava (medija). Ako je granična ploha glatka, to jest neravnine su prema valnoj duljini λ zanemarive, nastaje takozvana regularna refleksija, kod koje je upadni kut valova jednak kutu refleksije; u suprotnom slučaju nastaje difuzna refleksija: valovi se reflektiraju u svim smjerovima. Omjer reflektirane i upadne energije naziva se koeficijentom refleksije. Ako je taj koeficijent ovisan o valnoj duljini upadnih valova, nastaje selektivna refleksija. Kada ravni val prelazi iz gušćega sredstva u rjeđe, reflektirani je val u fazi s upadnim valom. U obrnutom slučaju reflektirani je val za π/2 (λ/4) pomaknut u fazi prema upadnomu valu. Upadni i reflektirani val daju interferencijom stojni val. Refleksijom elastičnoga transverzalnoga vala dobiva se transverzalni i longitudinalni reflektirani val. Longitudinalnoga reflektiranog vala nema ako je titranje upadnoga transverzalnog vala okomito na ravninu upada.

## Refleksija svjetlosti
Zraka svjetlosti koja pada na neku ravninu reflektira se tako da je upadni kut α jednak kutu refleksije β, a upadna i reflektirana (odbijena) zraka leže u istoj ravnini. Reflektirana je svjetlost uvijek manje jačine (intenziteta) nego upadna, jer dio energije upadne svjetlosti prelazi u drugo sredstvo (apsorpcija). To nije tako jedino kod totalne refleksije, koja nastaje kada zrake svjetlosti koje se šire iz optički gušćeg u optički rjeđe sredstvo padaju na granicu tih sredstava pod kutom većim od nekoga graničnoga kuta γ. Prema zakonu loma (refrakcija), u tom je slučaju kut loma veći od kuta upada. Ako je upadni kut takav da bi kut loma bio veći od 90°, dolazi do totalne refleksije. Granični kut γ dan je tada izrazom:
{\displaystyle \sin \gamma ={\frac {n_{1}}{n_{2}}}}
gdje je: n1 - indeks je loma rjeđeg, a n2 - gušćega sredstva.
Jačina (Intenzitet) reflektirane svjetlosti ovisi o kutu upada i polarizaciji upadne svjetlosti (Fresnelove jednadžbe). Ako se zraka reflektira na granici dielektričkoga sredstva, jačina (intenzitet) je reflektirane svjetlosti to veći što je veća razlika, a manji zbroj kuta upada i kuta loma. Ako je kut upada takav da reflektirana i lomljena zraka čine kut od 90°, reflektirana je zraka polarizirana (Brewsterov zakon), a ravnina polarizacije identična je s ravninom upada. Pojave analogne refleksiji svjetlosti javljaju se kod svih vrsta valova; tako na primjer refleksijom zvučnih valova nastaje jeka.

## Raspršenje svjetlosti
Raspršenje svjetlosti, difuzna refleksija ili difuzija svjetlosti je raspršivanje svjetlosti na razne strane.
Pada li svjetlost na hrapavu površinu, nastat će nepravilna refleksija. Svjetlost tu udara na svaki dio plohe pod drugim kutom, pa se odbija u različitim pravcima. Takva je hrapava površina jednako osvijetljena i ne bliješti u očima. Svjetlost koja dolazi kroz prozor u sobu raspršava se na zidovima, pa je cijela soba rasvijetljena, a ne samo dio nasuprot prozoru. Sunčeva se svjetlost raspršava na kapljicama oblaka i magle, pa za oblačnih i maglovitih dana svjetlost dolazi sa svih strana, i predmeti ne bacaju oštre sjene. Uopće, predmeti na koje pada difuzna svjetlost nema oštrih sjena.

## Zakon refleksije
Ravno zrcalo je ravna glatka površina koja odbija svjetlost, pritom je dobivena slika predmeta prividna (virtualna), uspravna i jednake veličine kao predmet koji se zrcali.
Pustimo li uzak pramen Sunčevih zraka na ravno zrcalo, pramen zraka će se odbiti kao i lopta koja udari u zid. Fizikalno tijelo s glatkom površinom, koje odbija zrake svjetlosti zove se zrcalo. Svjetlost koja pada na takvo zrcalo odbija se tako da je kut upadanja jednak kutu odbijanja. Kut upadanja je kut što ga čini zraka s okomicom u točki upadanja, a kut odbijanja je kut što ga čini odbijena zraka s istom okomicom. Te zrake leže u ravnini koja je okomita na ravninu zrcala. To je zakon refleksije ili zakon odbijanja svjetlosti.
U ravnom zrcalu možemo zbog refleksije vidjeti sliku predmeta od kojeg dolaze zrake svjetlosti. Čini se kao da se slika u ravnom zrcalu nalazi iza zrcala. Ta se slika ne može uhvatiti na zastoru, pa se zove prividna ili virtualna slika. Pramen zraka koji izlazi iz točke A dolazi nakon refleksije u naše oko. Produljimo li te zrake iza zrcala, one će se sjeću u točki A’ koja je slika točke A. Iz slike vidimo homocentričan (sa zajedničkim središtem) snop zraka svjetlosti ostaje homocentričan i poslije refleksije, to jest zrake koje dolaze iz izvora A odbijaju se tako kao da izlaze iz slike A’.

### Kutno zrcalo
Kutno zrcalo čine dva ravna zrcala koja međusobno zatvaraju neki kut, na primjer δ = 45°. Zraka svjetlosti koja dolazi na prvo zrcalo pod kutom α odbija se pod istim kutom i pada na drugo zrcalo. Na tom zrcalu je također kut refleksije jednak kutu upadanja β. Iz trokuta izlazi da je:
{\displaystyle \alpha +\beta =45^{\circ }}
jer okomice na zrcalo čine međusobno isti kut koliki je kut između zrcala:
{\displaystyle U=2\cdot \alpha +2\cdot \beta =2\cdot (\alpha +\beta )=2\cdot 45^{\circ }=90^{\circ }}
Odatle vidimo da zraka svjetlosti nakon refleksije na dvjema zrcalima čini sa svojim prvobitnim smjerom dvostruki kut od kuta između zrcala. To vrijedi za bilo koji kut koji se na primjer zakrene paralelno zrcalo jedno prema drugome.

#### Način rada sekstanta
Sekstant se osniva na svojstvu kutnog zrcala, a služi za mjerenje kutova u astronomskoj navigaciji. Na okviru mjernog instrumenta nalaze se dva mala ravna zrcala, jedno nepokretno, drugo pokretno, ali oba okomita na ravninu okvira. Paralelno s okvirom sekstanta nalazi se dvogled. Nepokretno zrcalo obloženo je samo na donjoj polovini sa srebrom kako bi zraka svjetlosti mogla od tijela izravno proći kroz neobloženi dio i doći u dvogled, odnosno u oko. Zraka svjetlosti s tijela pada na pokretno zrcalo, gdje se odrazi i nakon ponovne refleksije na nepokretnom zrcalu dolazi kroz dalekozor u oko. 
Kao i kod svakog kutnog zrcala, kut koji čini zraka svjetlosti nakon refleksije sa svojim prvobitnim smjeru jednak je dvostrukom kutu između zrcala:
{\displaystyle \beta =2\cdot \alpha }
Sekstant ima na donjem dijelu kružni sektor, veličine 1/6 kruga, radi čega se zove sekstant. Na tom kružnom sektoru nalazi se skala od 0° do 150° i tako umanjena da se može direktno čitati kut, a da se ne množi s dva. Pokretno zrcalo pokreće se oko osi pomoću ravnala, koje se zove alhidada, a na donjem je kraju nonius za čitanje kutova. 
Pri mjerenju se od jednog tijela dobije direktna slika u dvogledu, a od drugoga reflektira slika, koja se pomicanjem pokretnog zrcala pomoću alhidade mora namjestiti točno iznad prve slike. Nakon toga se pomoću noniusa očita kut.